# It Takes Two (jogo eletrônico)
It Takes Two é um jogo eletrônico de ação-aventura e plataforma desenvolvido pela Hazelight Studios e publicado pela Electronic Arts sob o selo EA Originals. Foi lançado em 26 de março de 2021 para Microsoft Windows, PlayStation 4, PlayStation 5, Nintendo Switch, Xbox One e Xbox Series X/S. Assim como o título de estreia da Hazelight, A Way Out, o jogo não possui opção para um jogador; é jogável apenas em multijogador cooperativo em tela dividida local ou on-line entre dois jogadores.
It Takes Two foi muito bem recebido pela crítica especializada e venceu múltiplos prêmios, incluindo o de Jogo do Ano no The Game Awards 2021 e no 25.º D.I.C.E. Awards. O jogo foi um sucesso comercial, vendendo mais de 20 milhões de cópias até outubro de 2024.

## Jogabilidade
It Takes Two é um jogo eletrônico de ação e aventura com elementos de jogos de plataforma. Ele foi projetado especificamente para o modo multijogador cooperativo em tela dividida, o que significa que ele precisa ser jogado com outro jogador local ou online. O jogo apresenta um grande número de mecânicas de vários gêneros de jogos eletrônicos. Essas mecânicas de jogo estão ligadas à história e ao tema de cada nível. Por exemplo, em um dos níveis, o Cody ganha a habilidade de voltar no tempo, enquanto a May pode se replicar. Os jogadores devem cooperar um com o outro e utilizar essas habilidades para progredir. O jogo também conta com um grande número de minijogos.

## Enredo
Cody e May são casados, mas estão considerando o divórcio depois de uma discussão em que o Cody cobra sua esposa sobre ela trabalhar o tempo todo, e ela ter argumentado que seu marido nunca mostra apreço pelo seu trabalho. Depois de contar para a sua filha Rose que eles estão se separando, a menina pega suas bonecas feitas à mão, que se parecem com seus pais, leva-as para o galpão da família e tenta consertar seu relacionamento com uma encenação. Quando uma lágrima de Rose cai sobre as bonecas, os pais se encontram presos dentro do corpo delas. Após isso, o Dr. Hakim, um livro de terapia para relacionamentos, diz a May e Cody que ele recebeu a tarefa de tentar consertar o relacionamento dos dois enquanto eles tentam falar com a Rose.

## Desenvolvimento
Josef Fares, o diretor de A Way Out (2018), lançado anteriormente pela Hazelight, e de Brothers: A Tale of Two Sons (2013), da Starbreeze, retorna como o diretor do jogo. Depois do lançamento de A Way Out, a equipe decidiu criar outro jogo somente cooperativo porque agora eram mais experientes e sentiram que poderiam melhorar e expandir ainda mais os conceitos de jogabilidade introduzidos por A Way Out. A equipe de desenvolvimento trabalhou para garantir que a jogabilidade estivesse conectada com a narrativa e que, conforme a história se desenrolasse, a mecânica do jogo mudasse de acordo com ela. Fares pressionou sua equipe a incluir o máximo de mecânicas e setpieces possível, pois ele acreditava que, se uma mecânica de jogo fosse usada repetidamente, ela se tornaria "menos especial". Fares descreveu o jogo como uma "comédia romântica". Foi ele também quem forneceu a captura de movimentos para o Dr. Hakim, um dos personagens principais do jogo.
Assim como A Way Out, It Takes Two foi publicado no programa EA Originals da Electronic Arts. O programa permitiu que a Hazelight retivesse o controle criativo total enquanto recebia a maior parte do lucro do jogo depois que o custo de desenvolvimento foi recuperado. A EA anunciou pela primeira vez que tinha assinado um contrato de publicação com a Hazelight em junho de 2019 e o jogo foi revelado oficialmente durante a EA Play em junho de 2020. A EA e a Hazelight também introduziram o Friend's Pass para o jogo, que permite ao jogador que comprou o jogo enviar convites para os seus amigos, que, por sua vez, podem jogar gratuitamente com o jogador que os convidou.
O jogo foi lançado para Windows, PlayStation 4, PlayStation 5, Xbox One e Xbox Series X e Series S em 26 de março de 2021.

### Reivindicação de marca registrada da Take-Two
Depois que o jogo foi lançado, a Hazelight Studios tentou registrar uma marca registrada para o nome "It Takes Two", mas a Take-Two Interactive entrou com uma reivindicação de marca registrada, argumentando que estava muito próximo de sua marca registrada nas palavras "take" e "two". Hazelight abandonou a aplicação da marca registrada do nome, tornando difícil para eles se engajarem em certos tipos de marketing, mas os desenvolvedores disseram estar "esperançosos de que isso seja resolvido".

## Recepção
It Takes Two recebeu "críticas geralmente favoráveis" dos críticos, de acordo com o agregador de resenhas Metacritic.

### Vendas
Mais de 1 milhão de cópias foram vendidas um mês após o lançamento do jogo. Até 17 de junho de 2021, mais de 2 milhões de cópias haviam sido comercializadas. Em outubro de 2021, foi anunciado que o jogo havia ultrapassado a marca de 3 milhões de unidades vendidas, enquanto que em fevereiro de 2022, seus números de vendas subiram para 5 milhões. Até julho de 2022, o título vendeu mais de 7 milhões de cópias. Até fevereiro de 2023, mais de 10 milhões de unidades foram vendidas; até março de 2024, mais de 16 milhões de unidades foram vendidas, enquanto que em outubro, mais de 20 milhões de unidades do jogo já haviam sido comercializadas desde seu lançamento.

### Prêmios e indicações
| Ano  | Premiação                     | Categoria                                 | Resultado | Ref.          |
| ---- | ----------------------------- | ----------------------------------------- | --------- | ------------- |
| 2021 | Golden Joystick Awards        | Melhor Jogo Multiplayer                   | Venceu    | [ 33 ] [ 34 ] |
| 2021 | Golden Joystick Awards        | Jogo do Ano                               | Indicado  | [ 33 ] [ 34 ] |
| 2021 | The Game Awards 2021          | Jogo do Ano                               | Venceu    | [ 35 ]        |
| 2021 | The Game Awards 2021          | Melhor Jogo Multiplayer                   | Venceu    | [ 35 ]        |
| 2021 | The Game Awards 2021          | Melhor Jogo para Família                  | Venceu    | [ 35 ]        |
| 2021 | The Game Awards 2021          | Melhor Direção de Jogo                    | Indicado  | [ 35 ]        |
| 2021 | The Game Awards 2021          | Melhor Narrativa                          | Indicado  | [ 35 ]        |
| 2021 | The Game Awards 2021          | Voz dos Jogadores                         | Indicado  | [ 35 ]        |
| 2022 | D.I.C.E. Awards               | Jogo do Ano                               | Venceu    | [ 36 ] [ 37 ] |
| 2022 | D.I.C.E. Awards               | Excelência em Design de Jogo              | Venceu    | [ 36 ] [ 37 ] |
| 2022 | D.I.C.E. Awards               | Excelência em Direção de Jogo             | Indicado  | [ 36 ] [ 37 ] |
| 2022 | D.I.C.E. Awards               | Excelência em Composição Musical Original | Indicado  | [ 36 ] [ 37 ] |
| 2022 | D.I.C.E. Awards               | Excelência em Design de Áudio             | Indicado  | [ 36 ] [ 37 ] |
| 2022 | D.I.C.E. Awards               | Jogo de Aventura do Ano                   | Indicado  | [ 36 ] [ 37 ] |
| 2022 | Game Developers Choice Awards | Jogo do Ano                               | Indicado  | [ 38 ] [ 39 ] |
| 2022 | Game Developers Choice Awards | Melhor Design                             | Venceu    | [ 38 ] [ 39 ] |
| 2022 | Game Developers Choice Awards | Melhor Narrativa                          | Indicado  | [ 38 ] [ 39 ] |
| 2022 | Game Developers Choice Awards | Prêmio de Impacto Social                  | Indicado  | [ 38 ] [ 39 ] |
| 2022 | Game Developers Choice Awards | Prêmio de Inovação                        | Indicado  | [ 38 ] [ 39 ] |
| 2022 | British Academy Games Awards  | Melhor Jogo                               | Indicado  | [ 40 ] [ 41 ] |
| 2022 | British Academy Games Awards  | Melhor Animação                           | Indicado  | [ 40 ] [ 41 ] |
| 2022 | British Academy Games Awards  | Melhor Realização Artística               | Indicado  | [ 40 ] [ 41 ] |
| 2022 | British Academy Games Awards  | Jogo Além do Entretenimento               | Indicado  | [ 40 ] [ 41 ] |
| 2022 | British Academy Games Awards  | Melhor Design de Jogo                     | Indicado  | [ 40 ] [ 41 ] |
| 2022 | British Academy Games Awards  | Melhor Jogo Multiplayer                   | Venceu    | [ 40 ] [ 41 ] |
| 2022 | British Academy Games Awards  | Melhor Narrativa                          | Indicado  | [ 40 ] [ 41 ] |
| 2022 | British Academy Games Awards  | Melhor Propriedade Original               | Venceu    | [ 40 ] [ 41 ] |
| 2022 | British Academy Games Awards  | Jogo da EE do Ano                         | Indicado  | [ 40 ] [ 41 ] |